# 聖和女子学院中学校・高等学校
聖和女子学院中学校・高等学校（せいわじょしがくいんちゅうがっこう・こうとうがっこう、英：Seiwa Joshi Gakuin Junior High School and High School）は、長崎県佐世保市松山町の高台にある私立中学校・高等学校。中高一貫教育を行う女子校である。

## 概要
カトリック長崎大司教区を母体とするミッションスクールである。1947年、原爆被爆地長崎の復興に尽力していたカトリック長崎司教区の山口愛次郎司教はローマの教皇庁立ウルバノ大学で共に学んだオーストラリアのノーマン・ギルロイ枢機卿にシスターの派遣を依頼した。1948〜51年にかけ、シドニーから「善きサマリア人修道会」のシスター達が長崎を訪れ、被爆者のための診療所を開くなどの奉仕活動を行なった。やがて、長崎県北部の佐世保市に「善きサマリア人修道会」が経営するクリスチャンハイスクールを建てることになった。戦争中、空襲により校舎が焼失した済美学園女学校の土地を譲り受け、新しい学校を創設する合意が1951年に成立した。校訓は「苦しむ人とともに苦しみ、喜ぶ人とともに喜べるよう、キリストの愛の心で人々に接しよう。」である。英語科を設置し英語教育に力を入れている。

## 沿革
- 1953年 - 現在地に聖和女子学院高等学校を設立した。
- 1954年 - 聖和女子学院中学校を開設した。
- 1960年 - オーストラリアへの長期留学制度を開始した。
- 1983年 - 専門学科英語科を設置した。
- 2003年 - 普通科国公立コースを設置した。
- 2006年 - Bishop Druitt College(オーストラリアCoffs Harbour)と姉妹校の提携を結んだ[3]。
- 2010年 - 学校法人 聖和女子学院のバックボーンが｢善きサマリア人修道会｣から｢カトリック長崎大司教区｣へ移行した。

## 教育方針
- キリスト教精神に基づき、善きサマリア人の喩（たと）えに示された愛と奉仕の思いやりの心を持つ人間育成[4]。
- 心身の調和のとれた全人教育[4]。
- 一人ひとりの生徒のもつ能力を重んじ、可能性を最大限に伸ばし、個性豊かな人間の育成[4]。
- 国際的視野をもって社会に貢献できる人間の育成[4]。

## 学校行事
年間行事

## コース
中学校 
2年よりコースが分かれる。
- クレメントコース（英語・数学を強化した、国公立大学や難関私立大学への進学を目指すためのコース）
- ジュリアンコース（これまでどおりのカリキュラムに沿ってじっくりと確実に実力をつけるコース）

3年でもコース変更は可能だがジュリアンからクレメントへの変更はできない。
高等学校 
- 英語科
- 普通科（国公立コース）
- 普通科（総合コース）

## クラブ活動
- バレーボール部（中学・高校）
  - 九州文化学園高校と並んで長崎県下の強豪校である。2021年度春高バレーに出場した[8][9]。高校総体にも出場経験がある。
- ソフトテニス部（中学・高校）
- バドミントン部（中学・高校）
- 体操競技部（中学・高校）
- サッカー部（中学・高校）
- 弓道部（中学・高校）
- ダンス部（高校）
- コーラス部（中学・高校）

2021年8月27日、第88回NHK全国学校音楽コンクール 長崎県コンクール 高等学校の部 金賞。2021年10月3日、第88回NHK全国学校音楽コンクール 九州・沖縄ブロックコンクール 高等学校の部 銅賞。
- 図書文芸部（中学・高校）
- 放送部（中学・高校）
- 料理部（高校）
- 宗教部（中学・高校）
- 華道部（中学・高校）
- 英会話部（中学・高校）
- 美術部（中学・高校）
- 書道部（中学・高校）
- 演劇部（高校）
- コンピューター部（中学・高校）
- 写真部（高校）
- 応援部（高校）
- インターアクト部（高校）
- Sクラブ（中学）

## 制服・校則
- 校則は厳しく、靴下は指定のもの。男女交際は禁止であったが、現在は許可されている。[12]
- また独特な制服をしており、髪型も三つ編み、二つ結びのみ許されていたが、現在、校則が変わり一つ結びも許可されている[12]。
- 2024年4月より高校・中学共に制服が新しくなっている[12]。
- 校則は現在、生徒たちによる大きな変化がなされている。従来の聖和らしさは守られている。

## 交通
- 西肥バス・させぼバス「俵町」下車、徒歩15分
- 北佐世保駅から徒歩10分
- スクールバスが運行しており、伊万里線・嬉野線・有田線・東彼杵線・西海線・鹿町線・平戸線・松浦線の8路線がある。

## 著名な出身者
- 桑原由気（声優）[要出典]
- 神保美喜（女優）
- 永間香奈子（バレーボール）
- 松尾晴美（ドッグトレーナー）